# Sölvi Ottesen
Sölvi Geir Ottesen Jónsson (* 18. února 1984, Reykjavík) je islandský fotbalový obránce a reprezentant, který hraje v ruském klubu FK Ural. Mimo Island působil na klubové úrovni ve Švédsku, Dánsku a Rusku.

## Reprezentační kariéra
Sölvi Ottesen odehrál v letech 2004–2006 celkem 11 zápasů za islandský reprezentační výběr do 21 let.
V A-mužstvu Islandu debutoval 7. října 2005 v zápase proti Polsku (prohra Islandu 2:3).